# Coup de peigne
Pour plus de détails, voir Fiche technique et Distribution.
Coup de peigne (titre original : Blow Dry) est une comédie dramatique britannique réalisée par Paddy Breathnach, sorti en 2001.

## Synopsis
Dans une petite ville britannique est organisé un concours de coiffure qui est très important aux yeux d'un grand coiffeur de Londres. La propriétaire d'un des salons de coiffure de la ville, qui a longtemps concouru, voit là l'occasion de réconcilier sa famille : son ex-mari, coiffeur lui aussi, ne lui adresse plus la parole depuis qu'elle s'est enfuie avec leur modèle à la veille d'un concours national et leur fils a pris son parti. Dans le même temps, elle fait face à une rechute de son cancer.

## Fiche technique
- Titre : Coup de peigne
- Titre original : Blow Dry
- Réalisation : Paddy Breathnach
- Scénario : Simon Beaufoy
- Production : Moritz Borman, Mark Cooper, Guy East, Julie Goldstein, William Horberg, Ruth Jackson, Sydney Pollack, Meryl Poster, David Rubin, Chris Sievernich et Nigel Sinclair
- Société de production : Miramax Films
- Musique : Patrick Doyle
- Photographie : Cian de Buitléar
- Montage : Tony Lawson (de)
- Directeur artistique : Sarah Hauldren
- Décors : Sophie Becher
- Costumes : Rosie Hackett
- Distribution : Miramax Films
- Pays d'origine : Royaume-Uni
- Langue : anglais
- Format : Couleurs - 1,85:1 - Dolby Digital - 35 mm
- Genre : Comédie dramatique, romance
- Durée : 94 minutes
- Dates de sortie : 
  -  États-Unis : 7 mars 2001
  -  Royaume-Uni : 30 mars 2001
  -  France : 9 mai 2001
- Classification :
  -  France : tous publics[1]

## Distribution
- Alan Rickman (VF : Michel Papineschi ; VQ : Jacques Lavallée) : Phil Allen
- Natasha Richardson (VF : Laurence Breheret ; VQ : Élise Bertrand) : Shelley Allen
- Rachel Griffiths (VF : Natacha Muller) : Sandra
- Rachael Leigh Cook (VF : Karine Foviau ; VQ : Caroline Dhavernas) : Christina Robertson
- Josh Hartnett (VF : Adrien Antoine ; VQ : Martin Watier) : Brian Allen
- Bill Nighy (VF : Bernard Alane) : Ray Robertson
- Warren Clarke (VF : Benoît Allemane) : Tony
- Rosemary Harris : Daisy
- Hugh Bonneville (VF : Éric Missoffe) : Louis
- Heidi Klum : Jasmine
- Peter McDonald (VF : Ludovic Baugin) : Vincent
- Michael McElhatton : Robert
- David Bradley (VF : Achille Orsoni) : Noah
- Ben Crompton : Saul
- Ray Emmet Brown (VF : Frantz Confiac) : TJ
- Oliver Ford Davies (VF : Olivier Hémon) : Dr Bob Hamilton
- Elizabeth Woodcock (VF : Kelvine Dumour) : Sharon
- Paul Copley (VF : Philippe Bellay) : Ken

 Source et légende : version française (VF) sur RS Doublage et selon le carton du doublage français.